# Editrice Industriale
Editrice Industriale è una casa editrice italiana. Fondata ufficialmente a Milano il 5 agosto 1965 da Paolo Boni, vede però le prime luci nel 1964 grazie alla nascita del prodotto editoriale Nuove Iniziative Industriali.
Storicamente specializzata nell'informazione B2B sui progetti nell'edilizia, nel corso degli anni ha ampliato i settori di propria pertinenza, presidiando con successo il panorama dell'architettura e del design, dell'industria chimica e del laboratorio.
Dal 1991 Editrice Industriale è associata ad Assolombarda, associazione delle imprese che operano nella Città Metropolitana di Milano e nelle province di Lodi, Monza e Brianza, Pavia, e presidia attivamente diverse filiere e gruppi di settore. Successivamente è entrata a far parte di ANES (Associazione Nazionale Editoria di Settore) ricoprendone la presidenza nel triennio 2017-2019.

## Storia
Nel 1964 un imprenditore americano con uno stabilimento di prefabbricati a Somaglia commissionò all'USAF (Ufficio Studi Aziendali e Finanziari) e all'EIU (Economist Intelligence Unit – il centro studi e ricerche del settimanale inglese The Economist) un servizio di informazione sulle nuove realizzazioni industriali. Aveva bisogno di un servizio analogo a quello che negli Stati Uniti gli forniva The McGraw-Hill Companies con il Dodge Reports.
Nel maggio 1964 nacque così Nuove Iniziative Industriali, un quindicinale che segnalava la realizzazione di capannoni industriali. Venne pubblicato il numero 0, ma i costi erano troppo elevati per essere sostenuti da un solo cliente così Paolo Boni propose di occuparsi del nuovo periodico facendone un prodotto multi-client. Il prezzo iniziale venne fissato a L. 25.000 all'anno.
Carlo Caracciolo, fondatore e presidente della casa editrice Etas Kompass, contribuì a questa iniziativa con una campagna promozionale a 30.000 contatti e acquirenti della Guida Kompass, proponendo il servizio a L. 15.000 all'anno. Nacquero i primi 150 abbonati a Nuove Iniziative Industriali.
Nel corso degli anni Nuove Iniziative Industriali diventò un mensile, editato da Editrice Industriale iniziò a pubblicare informazioni anche su altri settori dell'edilizia, quali il residenziale, il terziario e le infrastrutture. L'8 ottobre 2004 il nome della testata diventò Nii Progetti, che dal 1º gennaio 2006 divenne un periodico online, abbandonando definitivamente il supporto cartaceo.
Questa scelta divenne fondamentale per Editrice Industriale, che focalizzò sul digitale la propria crescita e lo sviluppo di tutti i servizi offerti dagli anni 2000 in poi. Prima fondò Matrix4Design, rivista online dedicata al mondo dell'architettura e del design, poi acquisì due testate giornalistiche digitali per ampliare il proprio panorama industriale. Nel giugno 2016 LabWorld.it, web magazine dedicato alla strumentazione da laboratorio, e IndustryChemistry.com, dedicato al settore chimico industriale italiano, entrarono a far parte delle pubblicazioni di Editrice Industriale.

## Pubblicazioni
- NiiProgetti È la piattaforma che fornisce lo sviluppo di nuovi progetti, appalti e cantieri in Italia, fornendo informazioni dettagliate sulle fasi di avanzamento dei lavori e sui soggetti coinvolti. Vanta 60 anni di competenza.
- NCE Magazine La cronaca locale sui nuovi progetti Edili del territorio suddivisa per provincia, con i nuovi progetti nel settore edile dallo studio di fattibilità all’approvazione e con indicazione della committenza.
- Matrix4Design Web magazine dedicato al mondo dell’architettura e del design, con focus sui settori dell’arredamento e delle finiture. Si pone come punto di riferimento per architetti, interior designers, direttori di rivendite e showroom.
- LabWorld.it L'unico media italiano digitale B2B dedicato esclusivamente al laboratorio. Qui il professionista del settore può trovare informazioni riguardo la strumentazione da laboratorio più innovativa, l’attualità di mercato, le novità relative alle tecniche analitiche e alla ricerca scientifica applicata ai settori: analisi alimentare e ambientale, chimica e farmaceutica, Life Science.
- IndustryChemistry.com Web magazine per il settore industriale petrolchimico, Oil&Gas, chimico, farmaceutico, ambientale ed energetico. Qui il professionista del settore può trovare informazioni riguardo al panorama dell’industria chimica italiana ed internazionale, agli eventi del settore, all’attualità e alle novità sul mercato.